# Кривава неділя (1939)

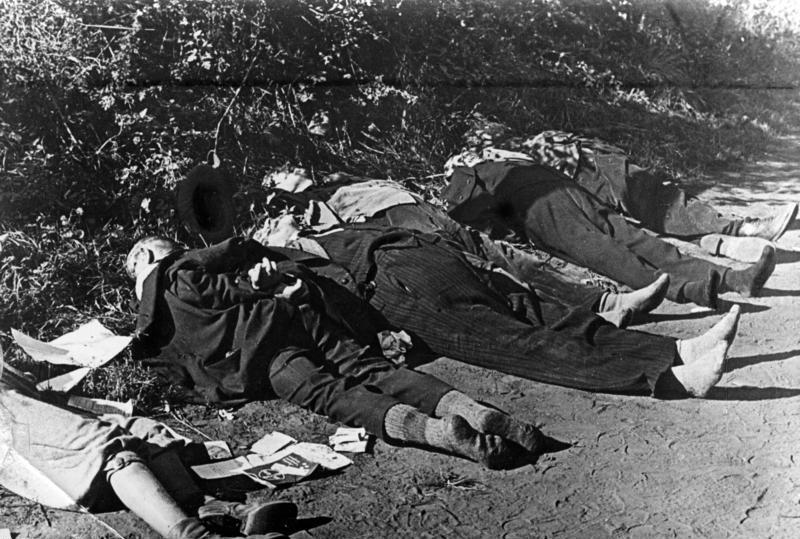
Тіла вбитих етнічних німців, серед яких двоє дітей, витягнуті з Бломберґського (нині Бидгощського) каналу. У всіх без винятку руки зв'язані за спиною. Світлина з вересня 1939 року.

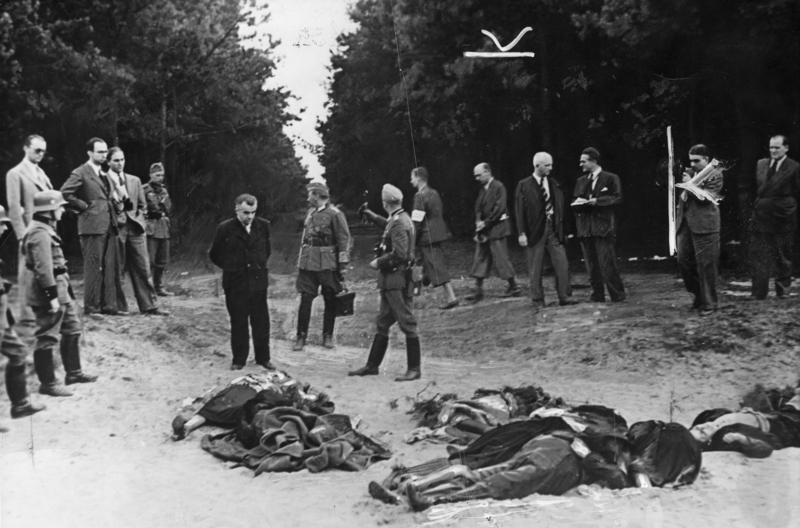
Розслідування німців на місці злочину

Кривава неділя чи Бромберзька кривава неділя (пол. Krwawa niedziela w Bydgoszczy, нім. Bromberger Blutsonntag) — термін, яким в історіографії називають події 3 — 4 вересня 1939 року, що відбулись у Бидгощі, на початку польської кампанії Вермахту, коли під час ліквідації німецьких диверсійних груп загинула значна кількість підданих Польської республіки німецької національності. За даними німецьких істориків, у криваву неділю загинуло 366 німців, ще 457 жертв було виявлено на околиці міста та 68 осіб пропало безвісти.
Ці події стали приводом для масових страт айнзатцгрупами та місцевою німецькою самообороною осіб польської національності у Бидгощі 3 серпня 1939 року, коли у місті загинуло або пропало безвісти близько 900 осіб польської національності.